# Championnat de Tunisie masculin de volley-ball 1991-1992
Navigation
Saison précédente Saison suivante
Le championnat de Tunisie masculin de volley-ball 1991-1992 est la 37e édition à se tenir depuis 1956. Il est disputé par les douze meilleurs clubs en deux phases : une première phase en deux poules de six clubs chacune en aller et retour et une deuxième de play-off et play-out en aller et retour.
Le Club africain, renforcé par le recrutement des internationaux Msaddek Lahmar et Adam Naïli, confirme sa domination sur le volley-ball arabe et africain en remportant quatre titres majeurs : le championnat et la coupe de Tunisie, la coupe d'Afrique des clubs champions et la coupe arabe des clubs champions. L'entraîneur Ali Boussarsar et son adjoint Néjib Laamiri ont fait appel à Rachid Boussarsar, Hédi Boussarsar, Msaddek Lahmar, Chamseddine Souayah, Mounir Barek, Riadh Hedhili, Adam Naïli, Anis Fazaa, Mongi Dhaou, Rached Ben Krid, Lotfi Mdouki, Fethi Kharroubi, Zied Touati et Fayçal Ben Amara.
En bas du tableau, un verdict inattendu amène la rétrogradation de l'Avenir sportif de La Marsa, une équipe pionnière et au brillant palmarès. Ce club, qui n'a gagné qu'un seul match tout le long de la saison et n'a remporté que sept sets, est relégué pour la première fois de son histoire. Il est remplacé par l'Aigle sportif d'El Haouaria qui continue son aller-retour entre les deux divisions.

## Division nationale

### Première phase

#### Poule A
| Rang | Équipe                                | Points | Matchs | Victoires | Défaites | Sets pour | Sets contre |
| 1    | Club africain                         | 20     | 10     | 10        | 0        | 30        | 3           |
| 2    | Club sportif sfaxien                  | 15     | 10     | 5         | 5        | 21        | 18          |
| 3    | Étoile olympique La Goulette Kram     | 15     | 10     | 5         | 5        | 18        | 18          |
| 4    | Association sportive des PTT Sfax     | 15     | 10     | 5         | 5        | 16        | 16          |
| 5    | Union sportive des transports de Sfax | 14     | 10     | 4         | 6        | 16        | 21          |
| 6    | Club sportif de Hammam Lif            | 11     | 10     | 1         | 9        | 7         | 29          |

#### Poule B
| Rang | Équipe                      | Points | Matchs | Victoires | Défaites | Sets pour | Sets contre |
| 1    | Étoile sportive du Sahel    | 18     | 10     | 8         | 2        | 27        | 12          |
| 2    | Club olympique de Kélibia   | 17     | 10     | 7         | 3        | 24        | 14          |
| 3    | Espérance sportive de Tunis | 16     | 10     | 6         | 4        | 24        | 17          |
| 4    | Tunis Air Club              | 15     | 10     | 5         | 5        | 16        | 18          |
| 5    | Saydia Sports               | 13     | 10     | 3         | 7        | 15        | 22          |
| 6    | Avenir sportif de La Marsa  | 11     | 10     | 1         | 9        | 6         | 29          |

### Play-off
| Rang | Équipe                            | Points | Matchs | Victoires | Défaites | Sets pour | Sets contre |
| 1    | Club africain                     | 19     | 10     | 9         | 1        | 28        | 9           |
| 2    | Club olympique de Kélibia         | 16     | 10     | 6         | 4        | 22        | 12          |
| 3    | Club sportif sfaxien              | 15     | 10     | 5         | 5        | 18        | 20          |
| 4    | Étoile sportive du Sahel          | 15     | 10     | 5         | 5        | 17        | 20          |
| 5    | Étoile olympique La Goulette Kram | 14     | 10     | 4         | 6        | 18        | 21          |
| 6    | Espérance sportive de Tunis       | 11     | 10     | 1         | 9        | 6         | 27          |

### Play-out
| Rang | Équipe                                | Points | Matchs | Victoires | Défaites | Sets pour | Sets contre |
| 1    | Union sportive des transports de Sfax | 19     | 10     | 9         | 1        | 28        | 7           |
| 2    | Association sportive des PTT Sfax     | 17     | 10     | 7         | 3        | 22        | 18          |
| 3    | Club sportif de Hammam Lif            | 16     | 10     | 6         | 4        | 23        | 16          |
| 4    | Saydia Sports                         | 15     | 10     | 5         | 5        | 20        | 19          |
| 5    | Tunis Air Club                        | 13     | 10     | 3         | 7        | 18        | 22          |
| 6    | Avenir sportif de La Marsa            | 10     | 10     | 0         | 10       | 1         | 30          |

## Division 2
Neuf clubs participent à cette compétition qui permettent aux trois premiers de participer aux barrages :
- 1er : Étoile sportive de Radès
- 2e : Aigle sportif d'El Haouaria
- 3e : Union sportive de Carthage
- 4e : Fatah Hammam El Ghezaz
- 5e : Union sportive monastirienne
- 6e : Zitouna Sports
- 7e : Association sportive des PTT
- 8e : Union sportive de Bousalem
- 9e : Club sportif de Jendouba
- Non engagé : Union sportive de Borj Cédria
- Forfait général : Union sportive de Kélibia

## Barrages
Les trois premiers de la division 2 et l'avant-dernier de la division nationale participent à un barrage pour permettre à deux équipes de jouer en division nationale :
- 1er : Aigle sportif d'El Haouaria
- 2e : Tunis Air Club
- 3e : Étoile sportive de Radès
- 4e : Union sportive de Carthage